# ناوچه فرانسوی تانکرد (۱۸۶۲)
ناوچه فرانسوی تانکرد (انگلیسی: French aviso Tancrède) یک ناوچه در نیروی دریایی فرانسه بود.
تانکرد که توسط مهندس وزینه طراحی شده بود، به بخش خاور دور منصوب شد، جایی که کشتی در جنگ شیمونوسکی شرکت کرد.